# San Bonaventura da Bagnoregio (titre cardinalice)
Le titre cardinalice de San Bonaventura da Bagnoregio (Saint Bonaventure de Bagnoregio) est érigé par le pape François le 28 juin 2018. Il est attaché à l'église San Bonaventura al Palatino située dans le rione Campitelli, à Rome.

## Titulaires
| - Joseph Coutts, depuis 2018 |